# Upload (Oper)
Upload ist eine Filmoper von Michel van der Aa (Musik und Libretto), die erstmals am 29. Juli 2021 bei den Bregenzer Festspielen gezeigt wurde.

## Handlung
Die Oper handelt von der fiktionalen Möglichkeit, seine Seele in einen digitalen „Upload“ umzuwandeln, der die körperliche Existenz ablöst. Ein Vater hat das aufgrund seiner unerträglichen Depressionen nach dem Tod seiner Frau machen lassen und steht nun in dieser Gestalt seiner erwachsenen Tochter gegenüber. Das Verfahren selbst wird in Werbe- oder Dokumentationsfilmen der ausführenden Firma und in filmischen Rückblenden gezeigt. Die Gespräche von Vater und Tochter beleuchten die psychologischen und ethischen Konsequenzen.
Szene 1. Nach seinem „Upload“ unterhält sich der Vater als virtuelle Person mit seiner Tochter. Sie erinnert sich an ihre frühere körperliche Nähe, die nun verloren ist. Dennoch kann ihr Vater noch immer hören und sehen. Beide müssen sich erst an die Veränderungen gewöhnen.
Szene 2. In einem Einspielvideo erläutern der CEO, eine Wissenschaftlerin und eine Psychiaterin der den Upload ausführenden Firma das dreistufige Verfahren: Zuerst wird die biologische Identität digitalisiert, zu der Bewegungen, Sprache, Sinne und das Hormonsystem gehören. Der zweite Schritt betrifft die psychologische Identität. Dabei wird mit Hilfe von Psychiatern ein „Mindfile“ erstellt, das sowohl die eigene Sicht auf die Persönlichkeit enthält als auch die Art und Weise, wie man von anderen gesehen wird. Im dritten und letzten Schritt wird das Gehirn gescannt. Sobald der Upload vollständig ist, wird der physische Körper vernichtet. Um die Sicherheit der Daten zu gewährleisten, werden sie dezentral in einer Blockchain gespeichert. Der Upload ist anschließend weiterhin in der Lage, zu lernen und sich zu entwickeln. Anders als das ursprüngliche Gehirn ist die digitale Existenz nicht mehr anfällig für Krankheiten.
Szene 3. Der Vater rechtfertigt seine Entscheidung vor seiner Tochter, die damit große Probleme hat. Sie glaubt mehr an den Körper als an die Seele und wirft ihm vor, ihre Gefühle nicht berücksichtigt zu haben. Er glaubt jedoch, auf diese Weise seine Menschlichkeit wiedergewonnen zu haben. Nur so könne er weiterhin Teil ihres Lebens bleiben.
Szene 4. Im Video erklären die Mitarbeiter, wie sie durch den Upload bestimmte Formen abnormalen Verhaltens mildern können, ohne die Daten zu verändern oder zu löschen. Der Kunde nimmt vor dem Upload mit psychiatrischer Hilfe einen idealen Seelenzustand ein und konzentriert sich auf eine konkrete Erinnerung, die als Anker dienen soll. Die Designer der Firma bauen die betreffende Szene virtuell nach, damit sich der Kunde jederzeit in einen vertrauenswürdigen und unveränderlichen Ort zurückziehen kann. Beim Aufbau des „Mindfile“ werden die familiäre, die soziale und die persönliche Identität berücksichtigt. Dazu gibt es Gespräche mit dem Kunden und den ihm nahestehenden Personen. Im abschließenden Schritt werden sämtliche Neuronen und Synapsen des Gehirns als „Roadmap“ gescannt und gespeichert. Es gibt keine Kopien. Um sicherzustellen, dass nur eine einzige Identität der Person existiert, muss das biologische Gehirn anschließend zwingend zerstört werden.
Szene 5. Der Vater versucht seine Tochter zu überzeugen, dass er immer noch lebendig und dieselbe Person geblieben ist. Sie hätte sich gewünscht, dass er einen anderen Weg gefunden hätte, sein Leben fortzusetzen. Auch die Einstellung des Vaters ändert sich allmählich, als ihm die Konsequenzen bewusst werden. In dieser Form wird er seine Tochter überleben, da sie für sich das Verfahren ablehnt. Er scheint zudem in eine Art Pausen-Modus zu geraten, wenn sie abwesend ist. Auch sein Trauma hat er trotz der anderweitigen Beteuerungen der Firma nicht verloren.
Szene 6. Einige Kunden erzählen von ihren Erfahrungen vor dem Upload und der Wahl ihrer Anker-Szene. Der CEO gibt zu, dass einige ethische und rechtliche Fragen noch nicht geklärt sind. Vorläufig gelten daher erhöhte Sicherheitsmaßnahmen. Um das körperliche Leben nach dem Upload zu beenden, ist neben dem eigenen Einverständnis auch das einer nahestehenden Person notwendig. Ebenso kann sich der Upload später nicht eigenständig selbst beenden. Der Vater lässt sich vor dem letzten Schritt noch einmal bestätigen, dass seine schlimmsten Erinnerungen dabei gemildert werden können.
Szene 7. Für den Vater stellt sich die digitale Existenz als unerwartet problematisch heraus. Sein Gedächtnis-Anker scheint nicht richtig zu funktionieren, und er hat das Gefühl, das Leben seiner Tochter zu beeinträchtigen. Er fleht sie an, ihn zu löschen. Obwohl dieser Zustand auch für sie unerträglich ist, kann sie ihm den Wunsch nicht erfüllen. Ein Vater sollte seine Tochter zwar nicht überleben, aber sie sollte ihn auch nicht töten müssen.
Szene 8. In einem Monolog denkt die Tochter über ihre neue Verantwortung nach. Anschließend reflektiert der Vater seine enttäuschten Hoffnungen.
Szene 9. Die letzte Szene besteht aus einzelnen auf den menschlichen Körper bezogenen Wortfetzen der beiden Protagonisten: „Fülle – Lungen“ – „stütze – Knochen“ […] „reiche – Arm“ – „gewichts – los“

## Orchester
Die Instrumentalbesetzung der Oper besteht aus:
- Holzbläser: eine Flöte, eine Klarinette in B
- Blechbläser: ein Hörner in F, eine Trompete in C
- Keyboard (ein Spieler: Fender Rhodes, Hammond B3, ggf. mit hoher Qualität gesampelte Instrumente wie Spectrasonics Keyscape und IK Multimedia Hammond B-3X)
- Schlagwerk (ein Spieler)
- Streicher: zwei Violinen, eine Bratsche, ein Violoncello, ein Kontrabass (mit Kontra-C-Saite)
- Soundtrack (Surround, Laptop, ein Spieler)

Außerdem gibt es einen auf mehreren Bildschirmen zu zeigenden Einspielfilm.

## Werkgeschichte
Die Oper entstand 2019/2020 im Auftrag der Niederländischen Nationaloper, der Oper Köln, der Park Avenue Armory New York, der Bregenzer Festspiele, der doubleA foundation und des Ensembles Musikfabrik. Sie ist der Abschluss eines Triptychons, dessen erste Teile van der Aas Opern After Life (2005–2006) und Sunken Garden (2011–2012) bilden. Van der Aa hatte sich bereits mehrere Jahre intensiv mit der Idee des Mind-Uploads beschäftigt, bevor er sich mit den beiden jungen Dramaturgen Madelon Kooijman und Niels Nuijten daran machte, das Thema zu recherchieren und Material zu sammeln.
Die Uraufführung war ursprünglich für März 2021 in Amsterdam vorgesehen. Sie musste aber aufgrund der Maßnahmen gegen die COVID-19-Pandemie verlegt werden und fand daher am 29. Juli 2021 bei den Bregenzer Festspielen statt. Es handelte sich um eine Kombination von Live-Musik der beiden Sänger und des Orchesters mit Filmprojektionen und verschiedenen modernen Technologien. Die Bühne wurde durch bewegliche Videowände strukturiert. Der in den „Upload“ umgewandelte Vater wurde per Video und Motion Capture in Echtzeit in die Szene projiziert, um mit seiner Tochter zu kommunizieren. Der Darsteller und die Kameras waren für das Publikum sichtbar. Die Sänger reagierten gelegentlich scheinbar auf die Personen des Films. Der Gesamtklang entstand aus dem Zusammenspiel von Livemusik und vorab aufgenommenen Tondateien. Der Komponist Michel van der Aa übernahm auch die Regie und das Drehbuch für den integrierten Film. Er wurde dabei von den Dramaturgen Madelon Kooijman und Niels Nuijten unterstützt. Theun Musk war für das Lichtdesign und die Bühne zuständig, Elske van Buuren für die Kostüme, Darien Brito für Motion Capture und Echtzeit-Grafik und Julius Horsthuis als „VFX Supervisor & Fractal Artist“ für die Video-Spezialeffekte. Die musikalische Leitung des Ensembles Musikfabrik hatte Otto Tausk. Es sangen Roderick Williams (Vater) und Julia Bullock (Tochter). Als Schauspieler im Einspielfilm wirkten Katja Herbers (Psychiaterin), Ashley Zukerman (CEO), Esther Mugambi (Wissenschaftlerin), Claron McFadden (Kindheitsfreundin), David Eeles (Freund 1), Tessa Stephenson (Freundin 2), Hank Botwinik (Freund 3) und Mimmie Idenburg (Freundin 4) mit.
Die Aufführung war erfolgreich und wurde vom Publikum mit langem Applaus und Bravo-Rufen bedacht. Der Rezensent der New York Times beschrieb das Werk als eine „fokussierte Studie einer aufstrebenden Technologie und der Fragen, die dies darüber aufwirft, was das Leben darstellt“. In den Dialogen folge die Musik den natürlichen Rhythmen der englischen Sprache. In den Monologen dagegen gebe es lange lyrische Linien, die vom Orchester verstärkt, verkompliziert und konterkariert werden. Der Rezensent von Bachtrack meinte, es sei van der Aa und seinem Team „auf beängstigend-beeindruckende Weise“ gelungen, das Publikum zu zwingen, „sich mit der zukünftigen Möglichkeit, ewiges Lebens mittels AGI zu gewinnen, auseinanderzusetzen“. Die Rezensentin der Zeitschrift Kultur schrieb von „dicht gesetzte[r] Musik, die über weite Strecken überzeugte, jedoch abschnittweise zu sehr in den Hintergrund abdriftete“. Die Rezensentin des Südkuriers meinte, das Ineinanderspiel der verschiedenen Techniken sei „technisch raffiniert, aufwändig, aber nicht auftrumpfend und ebenso innovativ wie dem Bühnengeschehen zuträglich“. Der Komponist arbeite „selbstverständlich mit einer Verschränkung analoger und digitaler Klänge, mit elektronischer Verfremdung und Zuspielung. Getriebene, teils minimalistisch-repetitive Passagen, die die Auseinandersetzung zwischen Vater und Tochter begleiten, wechseln mit ruhigen Klängen zu fast meditativen Bildlandschaften.“ Bei den International Opera Awards 2022 wurde die Produktion als beste digitale Oper ausgezeichnet.
Eine speziell produzierte Film-Version der Oper wurde ab dem 16. Juli 2021 auf Medici.tv bereitgestellt. Es folgte die niederländische Premiere am 1. Oktober 2021 im Nationale Opera en Ballet (Stopera) in Amsterdam. Im März 2022 gab es Aufführungen im Park Avenue Armory New York und im April 2022 an der Oper Köln.

## Aufnahmen
- 2021 – Otto Tausk (Dirigent), Michel van der Aa (Regie, Drehbuch), Theun Mosk (Licht, Bühne), Elske van Buuren (Kostüme), Darien Brito (Motion Capture, Echtzeit-Grafik), Ensemble Musikfabrik.
 Roderick Williams (Vater), Julia Bullock (Tochter), Katja Herbers (Psychiaterin), Ashley Zukerman (CEO), Esther Mugambi (Wissenschaftlerin), Claron McFadden (Kindheitsfreundin), David Eeles (Freund 1), Tessa Stephenson (Freundin 2), Hank Botwinik (Freund 3), Mimmie Idenburg (Freundin 4).
 Produktion der Niederländischen Nationaloper.
 Videostream bei Medici.tv.[3]